# Vernayaz
Vernayaz é uma comuna da Suíça, situada no distrito de Saint-Maurice, no cantão de Valais. Tem 5,7 km² de área e sua população em 2018 foi estimada em 1.885 habitantes.